# Fotballklubben Bodø/Glimt 1999
Questa voce raccoglie le informazioni riguardanti il Fotballklubben Bodø/Glimt nelle competizioni ufficiali della stagione 1999.

## Rosa
| N. |                     | Ruolo | Calciatore            |
| -- | ------------------- | ----- | --------------------- |
| 1  | Norvegia (bandiera) | P     | Clas André Guttulsrød |
| 2  | Norvegia (bandiera) | D     | Christian Steen       |
| 4  | Norvegia (bandiera) | D     | Cato André Hansen     |
| 5  | Norvegia (bandiera) | D     | Andreas Evjen         |
| 6  | Norvegia (bandiera) | C     | Thor Mikalsen         |
| 7  | Norvegia (bandiera) | C     | Ørjan Berg            |
| 8  | Norvegia (bandiera) | C     | Tommy Bergersen       |
| 9  | Norvegia (bandiera) | C     | Aasmund Bjørkan       |
| 10 | Norvegia (bandiera) | C     | Tom Kåre Staurvik     |
| 11 | Norvegia (bandiera) | A     | Bengt Sæternes        |
| 12 | Norvegia (bandiera) | C     | Arild Berg            |
| 14 | Norvegia (bandiera) | A     | Trond Hansen          |
| 16 | Norvegia (bandiera) | P     | Erling Bakkemo        |

| N. |                     | Ruolo | Calciatore              |
| -- | ------------------- | ----- | ----------------------- |
| 16 | Norvegia (bandiera) | P     | Tor Egil Horn           |
| 17 | Norvegia (bandiera) | D     | Odd-Karl Stangnes       |
| 18 | Norvegia (bandiera) | C     | Christian Berg          |
| 19 | Norvegia (bandiera) | A     | Eivind Eriksen          |
| 20 | Scozia (bandiera)   | C     | Lee Robertson           |
| 21 | Norvegia (bandiera) | C     | Robert Skavhaug         |
| 22 | Norvegia (bandiera) | A     | Håvard Sakariassen      |
| 23 | Norvegia (bandiera) | D     | Thomas Breivik          |
| 24 | Norvegia (bandiera) | D     | Vebjørn Hagen           |
| 25 | Norvegia (bandiera) | A     | Trond Fredrik Ludvigsen |
| 26 | Norvegia (bandiera) | C     | André Hanssen           |
| 26 | Norvegia (bandiera) | A     | Brage André Arntzen     |

## Risultati

### Eliteserien

#### Girone di andata
| Arbitro: | Eilif Skjervold (Stjørdal) |

|                    |           |             |
| Simpson 32’ (rig.) | Marcatori | 15’ Eriksen |

| Arbitro: | Alseth (Stjørdal) |

|                                |           |         |
| Staurvik 25’ Sæternes 84’, 88’ | Marcatori | 45’ Flo |

| Arbitro: | Hauge (Bergen) |

|                                 |           |             |
| Lund 30’ (rig.) Berg Hestad 66’ | Marcatori | 75’ Eriksen |

| Arbitro: | Kvam (Trondheim) |

|               |           |                                      |
| Ludvigsen 82’ | Marcatori | 14’ Samuelsson 48’ Paldan 55’ Løvvik |

| Arbitro: | Hauge (Bergen) |

|                                                            |           |               |
| Bragstad 25’ Dahlum 27’, 50’, 60’ Rushfeldt 58’ Hernes 89’ | Marcatori | 70’ Bergersen |

| Arbitro: | Staberg (Harstad) |

|                                     |           |                                    |
| Sæternes 4’ Bjørkan 59’ Eriksen 70’ | Marcatori | 26’ Sanne 62’ Helgason 83’ Berland |

#### Girone di ritorno
| Arbitro: | Berntsen (Vang) |

|  |           |              |
|  | Marcatori | 55’ Sæternes |